# Farhad Tahir
Farhad Tahir (* 18. Juli 1997) ist ein deutsch-pakistanischer Filmproduzent und Regisseur.

## Leben
Tahir ist in Mainz als Sohn eines pakistanischen Lehrers und einer Make-up-Artistin in einfachen Verhältnissen aufgewachsen. Seine Eltern beeinflussten ihn in kultureller, ästhetischer und philosophischer Hinsicht. Tahir hat einen Abiturabschluss.

## Werdegang
Erste Erfahrungen mit dem Schneiden von Videos machte Tahir in einer Moscheegemeinde im Alter von 14 Jahren. Anschließend wirkte er mit 16 Jahren ehrenamtlich beim Schneiden und Bearbeiten von Videos bei Muslim Television Ahmadiyya mit. 
Tahir ist vor allem für seine zahlreichen Filmproduktionen von Musikvideos bekannt. Größere Bekanntheit erlangte er durch die Produktion von Videos für den Rapper Kollegah. Diesen begleitete Tahir auf seiner Redlighttour 2016 und Imperator Tour als Kameramann. Zudem produzierte er drei Videos für Kollegah.
Außerdem war er im Jahr 2020 unter anderem Regisseur des Songs U23 von Mert und Z. Ersteren begleitet Tahir bereits seit mehreren Jahren und ist Produzent von zahlreichen Videos des YouTube-Kanals des Rappers. Im selben Jahr war er für die Regie und den Filmschnitt des Musikvideos zu Dardans Ma Bae zuständig, ebenso für das Video zu Fastlane von Jamule und Santos. Zudem führte er 2022 Regie in Reezys und Lucianos Musikvideo Bad und in Casars Video zum Song Pistoletta.
Internationale Bekanntheit erreichte er 2022 durch seine Tätigkeit als Regisseur beim Musikvideo zum Song Olé Olé, in welchem neben AriBeatz, Yandel und LIT killah der ehemalige brasilianische Weltfußballer Ronaldinho zu sehen sind. Das Lied galt als eines der inoffiziellen WM-Songs für die Fußballweltmeisterschaft 2022 in Katar. Das Video erhielt zahlreiche Erwähnungen in verschiedenen Zeitschriften, unter anderem in den argentinischen Billboards. In Frankreich produzierte Tahir für den Rapper Kaaris das Musikvideo zu Tu dois des sous, wofür er unter anderem auf Hiphop.de und von Radio France gewürdigt wurde.
Außerhalb der Musikwelt wirkte er an der Werbung für Haarwachs von Julian Draxler mit.

## Musikvideos (Auswahl)
- 2017: Voulez Vous coucher avec MOIS von Kollegah feat. Ali As, Seyed und Pretty Mo
- 2017: 24 Karat (Remix) von Kollegah feat. Seyed & Ali As
- 2017: Bitch wir sind Alpha (Golden Era Tourtape) von Kollegah
- 2020: U23 von Mert und Z (Regie)
- 2020: Ma Bae von Dardan (Regie und Filmschnitt)
- 2020: Fastlane von Jamulie und Santos (Regie)
- 2022: Bad von Reecy und Luciano (Kamera)
- 2022: Pistoletta von Casar (Regie)
- 2022: Olé Olé von Aribeatz, Yandel, LIT killah und Ronaldinho
- 2022: Tu dois des sous von Kaaris (Regie)
- 2023: In deinen Armen / Aber sie von Ayliva (Regie)